# Lonchitophyllum
Lonchitophyllum is een geslacht van rechtvleugeligen uit de familie sabelsprinkhanen (Tettigoniidae). De wetenschappelijke naam van dit geslacht is voor het eerst geldig gepubliceerd in 1895 door Brunner von Wattenwyl.

## Soorten
Het geslacht Lonchitophyllum  is monotypisch en omvat slechts de volgende soort:
- Lonchitophyllum reticulatum (Brunner von Wattenwyl, 1895)